# Kyle Baker
Kyle John Baker (Nova Iorque, 1965) é um quadrinista e cartunista norte-americano, conhecido principalmente pela nova revista do Homem-Borracha nos anos 2000. Baker já ganhou diversas edições do Eisner Awards e Harvey Awards por seus trabalhos nos quadrinhos. Nascido no bairro do Queens, começou a trabalhar como estagiário na Marvel Comics, tornando-se assistente do artefinalista Josef Rubinstein e, a partir daí, assumindo novas funções até ser desenhista. Enquanto trabalhava na Marvel, estudava design gráfico na School of Visual Arts. Em 2013, lançou a graphic novel O Quinto Beatle, em coautoria com Andrew C. Robinson e Vivek J. Tiwary. A edição brasileira do livro, lançada em 2014, ganhou o 27º Troféu HQ Mix de melhor edição especial estrangeira.